# Constitución neogranadina de 1843
La Constitución Política de la República de Nueva Granada de 1843 o Constitución Neogranadina de 1843 fue la Carta Política Nacional que rigió la vida constitucional de República de la Nueva Granada desde 1843 hasta 1853 cuando fue derogada por la Constitución de 1853.

## Historia
Durante la presidencia del general Pedro Alcántara Herrán se fortaleció el poder del presidente con el fin de poder mantener el orden en todo el territorio nacional, que en ese entonces se encontraba en guerra civil (Guerra de los Supremos); se hizo una intensa reforma educativa y se impuso el autoritarismo y centralismo en todo el territorio nacional que el conservatismo utilizó para su ventaja. 
Al finalizar la Guerra de los Supremos, el presidente colombiano José Ignacio de Márquez consideró que las ideas liberales y federalistas eran parte de las causas de la inestabilidad política del país. Para remediar este problema, el 20 de abril de 1843 el Congreso redactó una nueva Constitución.
A diferencia de su antecesora, la Constitución de 1843 fortalecía el régimen centralista al ampliar el poder del Presidente y al quitarles buena parte de la autonomía a las provincias. Además, se reducía la ciudadanía a los varones de 21 años, alfabetos y dueños de bienes raíces superiores a 300 pesos o receptores de renta anual mayor a 150 pesos, con lo que también se eliminaba el sufragio universal. Entre 1849 y 1853 el número de provincias se aumentó de 22 a 36.

## Principios fundamentales
- El Gobierno de la Nueva Granada es republicano, popular, representativo, electivo, alternativo y responsable.
- El poder supremo estará dividido para su administración en legislativo, ejecutivo y judicial; y ninguno de ellos ejercerá las atribuciones que, conforme a esta Constitución, corresponden a los otros, debiendo mantenerse cada uno dentro de sus límites respectivos.
- Se establece La República de la Nueva Granada como un estado confesional católico.[2]
- Se promulga la elección del cargo de Presidente, Senadores y Representantes por un período de 4 años, nombrados en cada distrito parroquial.[2]
- El nombramiento de los electores que correspondan a cada distrito parroquial, se hará a pluralidad relativa de votos de los sufragantes parroquiales del distrito, que concurran a dar su voto para dicho nombramiento; y cada sufragante votará por un número de individuos doble del de los electores que correspondan al distrito.
- Se establece que el Congreso se compondrá por dos Cámaras, una de Senadores y otra de Representantes que ejerce el Poder legislativo.
- Se promulga que en la Nueva Granada no habrá títulos, denominaciones ni decoraciones de nobleza, ni distinción alguna hereditaria.
- Se establece que todos los granadinos tienen el derecho de publicar sus pensamientos por medio de la imprenta, sin necesidad de previa censura o permiso de autoridad alguna; pero quedando sujetos a la responsabilidad y penas que determine la ley, por los abusos que cometan de este derecho; y los juicios por tales abusos se decidirán siempre por jurados.
- Se introduce el mecanismo para la reforma constitucional, las dudas que ocurran sobre la verdadera inteligencia de cualesquiera disposiciones de esta Constitución, pueden ser resueltas por una ley especial y expresa. En cualquier tiempo podrá ser adicionada o reformada esta Constitución o por parte de ella, por un acto legislativo acordado con las formalidades prescritas en la Sección sexta del Título 6.°; pero, para que tal acto legislativo adquiera fuerza de ley constitucional o haga parte de esta Constitución, es necesario que se publique seis meses antes por lo menos, del día en que los electores de cantón deban hacer el próximo nombramiento ordinario de Senadores y Representantes; y que tomado nuevamente en consideración dicho acto legislativo en ambas Cámaras del Congreso, dentro del siguiente período legislativo, sea nuevamente aprobado en cada una de ellas sin alteración alguna, por las dos terceras partes a lo menos de los votos de sus respectivos miembros.[2]